# SMS Kurfürst Friedrich Wilhelm
El SMS Kurfürst Friedrich Wilhelm fue uno de los primeros acorazados oceánicos de la Marina Imperial alemana. El buque recibió su nombre en honor a Federico Guillermo I de Brandeburgo, el Gran Elector. Era el cuarto acorazado pre-dreadnought de la clase Brandenburg (1893), la cual estaba compuesta, además, por los acorazados SMS Brandenburg, SMS Weißenburg y SMS Wörth. 
Fue puesto en grada en 1890 en los astilleros Kaiserliche Werft Wilhelmshaven, botado el 30 de junio de 1891 y completado en 1893. La clase Brandenburg fue la única de su época que portaba seis cañones de grueso calibre en tres torres gemelas, en oposición a los cuatro cañones en dos torres que era lo común en la época en otras armadas. 
El Kurfürst Friedrich Wilhelm participó en pocas acciones de combate durante su actividad con la flota alemana. Junto con sus gemelos, tomó parte en uno de los mayores despliegues navales de la época durante el Levantamiento de los bóxers. Fue sometido a una importante modernización entre 1904 y 1905. En 1910, el Kurfürst Friedrich Wilhelm fue vendido al Imperio otomano y renombrado Barbaros Hayreddin. Con este nombre participó en la Guerras de los Balcanes, en las que intervino en dos enfrentamientos navales con la Armada griega en diciembre de 1912 y enero de 1913 en las batallas de Elli y de Lemmos, y dio apoyo artillero a las fuerzas de tierra del ejército otomano en Tracia. El 8 de agosto de 1915, durante la Primera Guerra Mundial, el buque fue torpedeado y hundido en los Dardanelos por el submarino británico HMS E11 con gran pérdida de vidas.

## Construcción

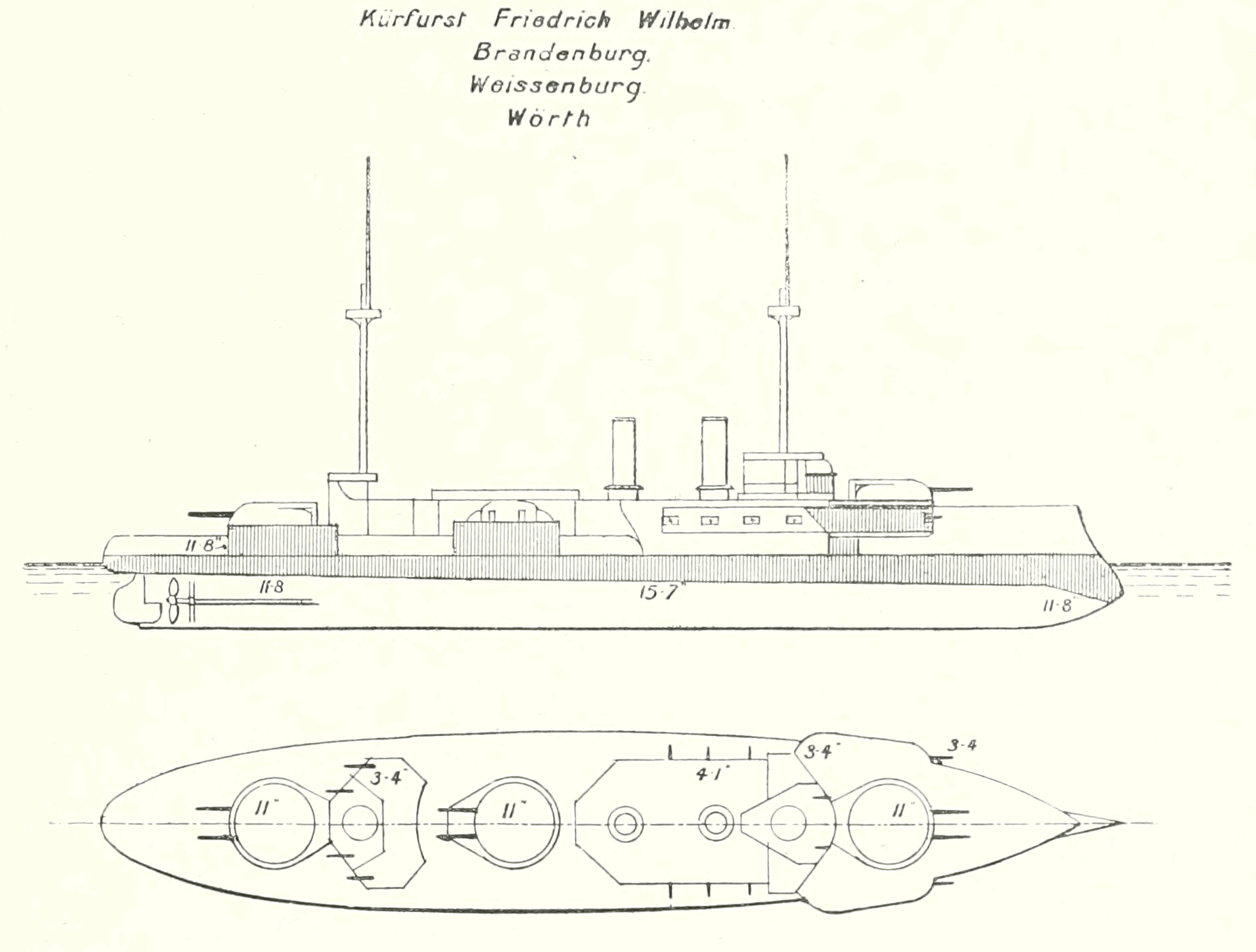
Diagrama de los buques de la clase Brandenburg.

El Kurfürst Friedrich Wilhelm era el cuarto y último buque de su clase. Fue ordenado como acorazado D y puesto en grada en los astilleros Kaiserliche Werft Wilhelmshaven en 1890. Fue el primero de los buques de su clase en ser botado, lo cual tuvo lugar el 30 de junio de 1891. Fue asignado a la flota alemana el 29 de abril de 1894, el mismo día que su gemelo y cabeza de clase el SMS Brandenburg. La construcción del Kurfürst Friedrich Wilhelm tuvo un coste para la Armada alemana de 11,23 millones de marcos.
El Kurfürst Friedrich Wilhelm tenía una eslora de 115,7 m, una manga 19,5 m, la cual se veía incrementada hasta los 19,74 m al utilizar las redes antitorpedos, y un calado de 7,6 m a proa y 7,9 m a popa. Tenía un desplazamiento de diseño de 10 013 t, que subían hasta las 10 670 t a plena carga. Estaba equipado con dos máquinas de vapor de tres cilindros y triple expansión que rendían 10 228 CV indicados y le permitían una velocidad máxima de 16,9 nudos.
El buque tenía una inusual configuración para su época de seis cañones de grueso calibre en tres torretas dobles, en lugar de los usuales cuatro cañones en dos torretas de los acorazados contemporáneos. La torreta delantera y la posterior montaban dos piezas de 280 mm K L/40, y la torreta central, con los del mismo calibre, pero más cortos L35. Su armamento secundario consistía en ocho piezas de 105 mm SK L/35 de disparo rápido montadas en casamatas y ocho piezas de 88 mm SK L/30 de disparo rápido, también montadas en casamatas. El armamento del Kurfürst Friedrich Wilhelm se veía redondeado por seis tubos lanzatorpedos de 450 mm, todos situados por encima de la línea de flotación en montajes giratorios.

## Historial de servicio

El SMS Kurfürst Friedrich Wilhelm cruzando el canal de Suez.

Tras ser asignado el 29 de abril de 1894, el Kurfürst Friedrich Wilhelm fue destinado a la I División de la I Escuadra de combate junto con sus tres gemelos. La I División se veía acompañada por las cuatro obsoletas fragatas blindadas de la clase Sachsen en la II División, que entre 1901-1902 fueron reemplazadas por los nuevos acorazados de la clase Kaiser Friedrich III. El buque fue el lugar donde se formaron los que posteriormente serían los jefes de la Flota de Alta Mar, incluidos los almirantes Reinhard Scheer y Franz von Hipper, que sirvieron a bordo del buque como oficiales desde la primavera al otoño de 1897 y desde octubre de 1898 hasta septiembre de 1899, respectivamente.

### Levantamiento de los bóxers
El Kurfürst Friedrich Wilhelm participó en su primera operación importante en 1900, cuando la I División fue desplegada en China durante el levantamiento de los bóxers. La fuerza expedicionaria consistía en los cuatro Brandenburg, seis cruceros, diez cargueros, tres torpederos y seis regimientos de infantería de marina, bajo el mando del mariscal Alfred von Waldersee. El almirante Alfred von Tirpitz se oponía al plan, por considerarlo innecesario y costoso. La flota llegó a China cuando el cerco a Pekín ya había sido levantado. Como resultado, la flota se dedicó a combatir los levantamientos locales en torno a Kiaochow. Finalmente, el costo de la operación para el gobierno alemán ascendió a 100 millones marcos.

### Reconstrucción y servicio con la Armada otomana
En 1904, el Kurfürst Friedrich Wilhelm fue conducido a los astilleros Kaiserliche Werft de Wilhelmshaven para ser sometido a una importante remodelación, la cual finalizó en 1905. El Kurfürst Friedrich Wilhelm volvió a unirse a la flota. Sin embargo, tanto él como sus gemelos quedaron pronto obsoletos tras la aparición del HMS Dreadnought en 1906. Como resultado, su historial de servicio se vio rápidamente limitado.
El 12 de septiembre de 1910, el Kurfürst Friedrich Wilhelm y el  Weißenburg, los dos buques más avanzados de su clase, fueron vendidos al Imperio otomano y renombrados Barbaros Hayreddin y Turgut Reis, respectivamente, en memoria de los almirantes otomanos del siglo XVI, Hayreddin Barbarossa y Turgut Reis. Un año después, en septiembre de 1911, Italia declaró la guerra al Imperio otomano. El Barbaros Hayreddin, junto con el Turgut Reis y una antigua fragata blindada de batería central, Mesudiye, que había sido construida a comienzos de 1870, realizaron un crucero de entrenamiento en verano desde julio para prepararse para el conflicto. A pesar de esto, los buques pasaron la guerra en puerto.

#### Guerra de los Balcanes

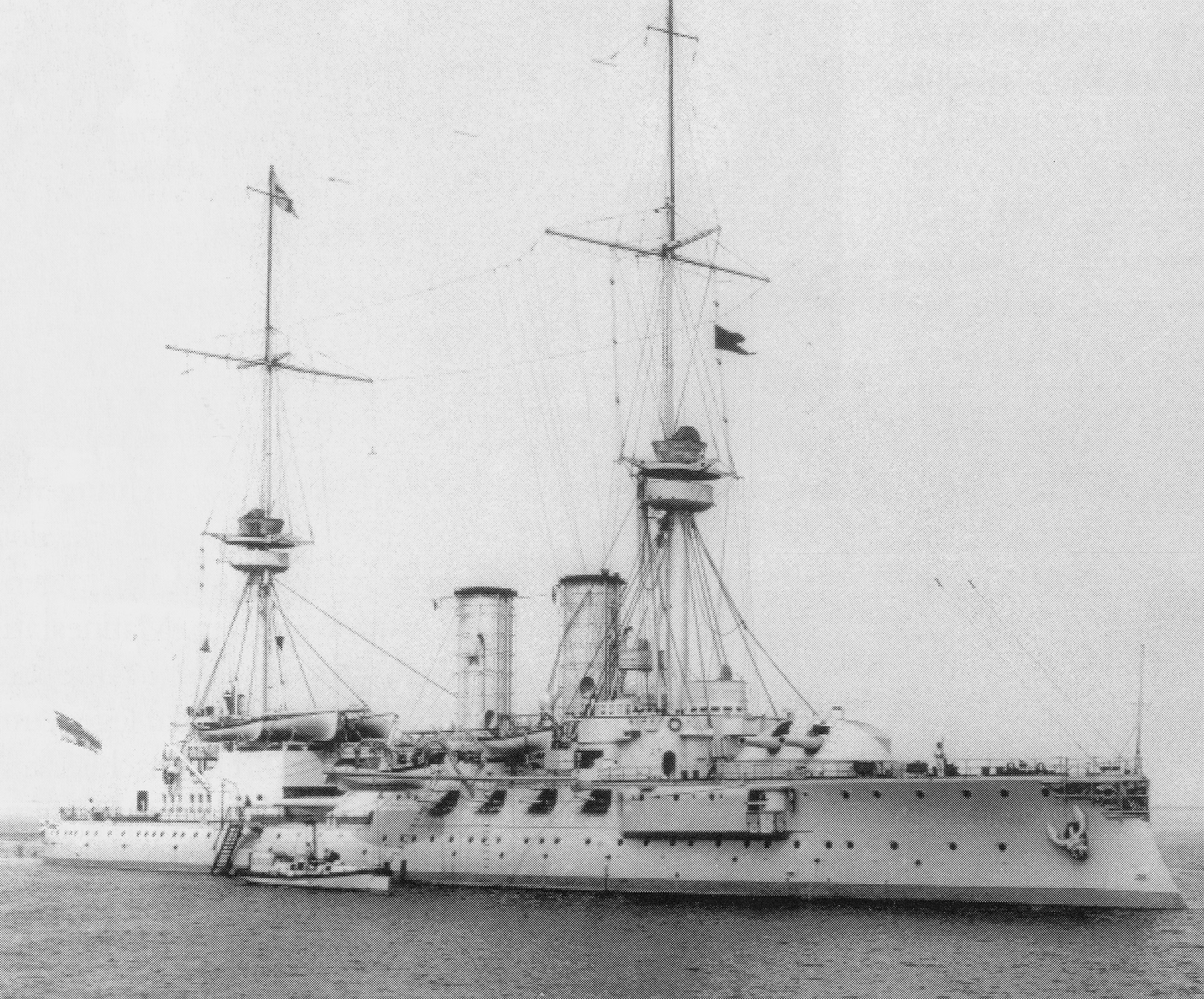
El SMS Kurfürst Friedrich Wilhelm en torno al año 1910, antes de ser vendidos a los otomanos.

La Primera Guerra de los Balcanes comenzó en octubre de 1912, cuando los miembros de la Liga Balcánica atacaron al Imperio otomano. El estado de conservación del Barbaros Hayreddin, al igual que el de otros buques de la flota otomana, se había deteriorado significativamente. Durante la guerra, el Barbaros Hayreddin efectuó entrenamientos de tiro junto con otros buques capitales de la Armada otomana, escoltó convoyes de tropas y realizó bombardeos navales a instalaciones costeras. El 17 de noviembre de 1912, el Barbaros Hayreddin y el Mesudiye bombardearon posiciones búlgaras en apoyo del primer Cuerpo, con la ayuda de observadores de tiro en la costa. La puntería de los artilleros fue pobre, aunque dieron un importante empujón a la moral de las tropas defensoras otomanas de Çatalca.
A finales de 1912, la flota otomana intentó levantar el bloqueo naval griego en los Dardanelos. El Barbaros Hayreddin era el buque insignia de la flota en esa época. Hubo dos enfrentamientos en el citado lugar, la batalla naval de Elli el 16 de diciembre de 1912, seguida de la batalla de Lemnos el 18 de enero de 1913. En la primera acción, con el apoyo artillero de las baterías costeras otomanas, las fuerzas griegas sufrieron daños menores durante el enfrentamiento, pero las tropas turcas no fueron capaces de romper el bloqueo y se retiraron a los Dardanelos. La flota otomana salió de los Dardanelos a las 9:30; las naves más pequeñas permanecieron en la seguridad del estrecho, mientras que los acorazados navegaron desde el norte siguiendo la costa. La flota griega, que incluía el crucero acorazado Georgios Averof y tres ironclads de clase Hydra, navegó desde la isla de Imbros, alterando su curso al noroeste para bloquear el avance de los acorazados otomanos. Los buques otomanos abrieron fuego de largo alcance sobre los griegos a las 9:50, desde aproximadamente 13.700 m; los griegos respondieron 10 minutos después, en los que la separación entre ambas flotas se había reducido a 7.700 m. A las 10:04, los turcos viraron 180 grados y regresaron a la seguridad del estrecho. La batalla se consideró una victoria griega a pesar de no haber bajas, ya que los turcos no consiguieron romper el bloqueo.
La batalla de Lemnos tuvo lugar como resultado del plan turco de atraer al más rápido Georgios Averof lejos de los Dardanelos. Para hacer esto, el crucero protegido Hamidiye evadió el bloqueo griego y entró en el mar Egeo. Aunque la posición del crucero suponía una amenaza, el comandante griego evitó separar al Georgios Averof. Presumiendo que el plan había funcionado, el Barbaros Hayreddin, el Turgut Reis y otras unidades de la flota otomana partieron de los Dardanelos la mañana del 18 de enero, con rumbo a la isla de Lemnos. El Georgios Averof interceptó a la flota aproximadamente a 12 mn de Lemnos, provocando la retirada de los buques turcos. El duelo artillero se prolongó durante dos horas, comenzando en torno a las 11:25, hasta el final del enfrentamiento. El Georgios Averof logró algunos impactos en la flota otomana desde 4600 m. Durante la batalla, tanto el Barbaros Hayreddin como su gemelo recibieron impactos y dispararon en torno a 800 proyectiles de sus cañones principales de 280 mm, pero sin éxito. Este fue el último intento otomano de entrar al Egeo durante la guerra.
El 8 de febrero de 1913, la Armada otomana dio cobertura a un asalto anfibio a Şarköy. El Barbaros Hayreddin y el Turgut Reis, junto con varios cruceros, proporcionaron cobertura de artillería desde varios kilómetros de la costa. Los buques apoyaron el flanco izquierdo del ejército otomano una vez en la costa. El ejército búlgaro consiguió forzar la retirada de las fuerzas otomanas. A pesar de ello, la retirada fue exitosa en parte, gracias a la cobertura artillera del Barbaros Hayreddin y del resto de la flota. Durante el combate, el Barbaros Hayreddin disparó 250 proyectiles de 105 mm y 180 de 88 mm.
En marzo de 1913, el buque retornó al mar Negro para retomar su apoyo a la guarnición de Çatalca, la cual continuaba bajo el ataque del ejército búlgaro. El 26 de marzo, disparó sus cañones de 280 mm y 105 mm junto con los del Turgut Reis para ayudar a repeler el avance de la 2ª Brigada de la §ª División de infantería búlgara. El 30 de marzo el ala izquierda de la línea otomana comenzó a perseguir a las fuerzas búlgaras en retirada. Su avance fue apoyado por artillería de campo y los cañones de grueso calibre del Barbaros Hayreddin; el asalto ganó para los turcos en torno a 1.500 m a la caída de la noche. En respuesta, los búlgaros mandaron la §ª Brigada al frente, que forzó a los turcos a volver a la posición inicial.

#### Primera Guerra Mundial

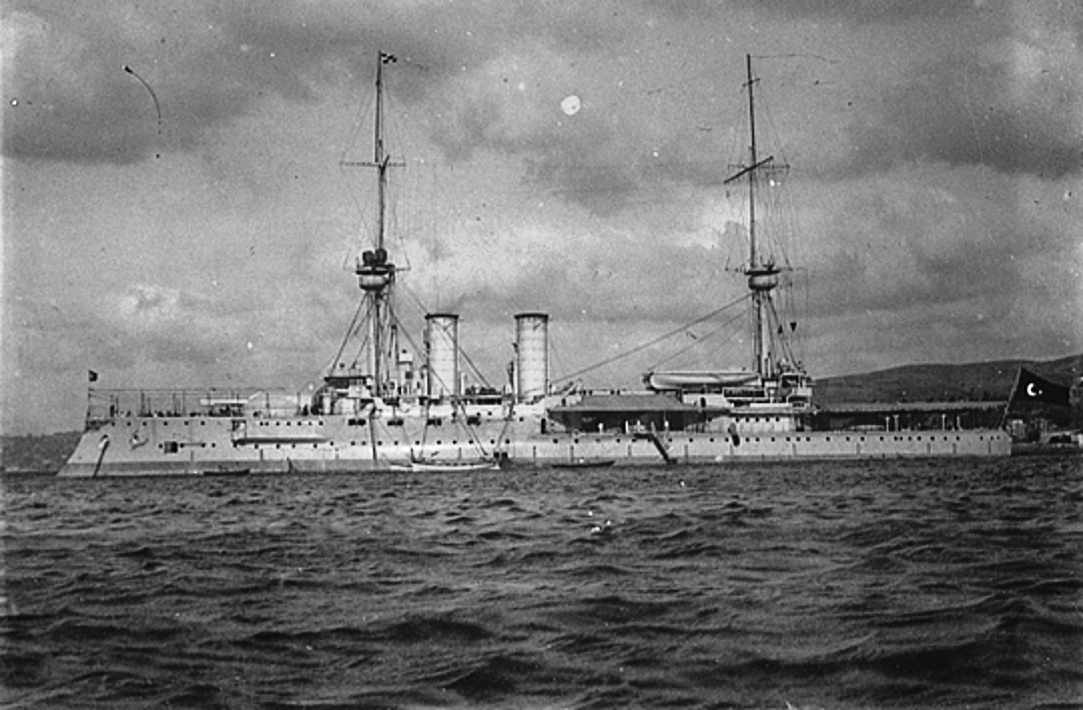
El Barbaros Hayreddin entre los años 1910 y 1915, ya en servicio en la armada otomana.

En el verano de 1914 comenzó la Primera Guerra Mundial en Europa, aunque el Imperio Otomano se declaró neutral hasta primeros de noviembre, cuando las acciones del crucero de batalla alemán SMS Goeben, que había sido transferido a la Armada Otomana, provocaron las declaraciones de guerra de Rusia, Francia y Gran Bretaña. Entre 1914 y 1915 algunos cañones de los buques turcos fueron retirados para utilizarlos como defensas costeras para proteger los Dardanelos. El 8 de agosto de 1915 el Barbaros Hayreddin estaba en ruta para apoyar a las defensas turcas de los Dardanelos cuando fue interceptado por el submarino británico E 11 en el mar de Mármara. El submarino le hizo blanco al Barbaros Hayreddin con un único torpedo y el buque se hundió con la pérdida de 253 vidas.

### Buques de la clase
- SMS Brandenburg
- SMS Wörth
- SMS Weißenburg

### Listas relacionadas
- Anexo:Acorazados
- Anexo:Clases de acorazado
- Anexo:Acorazados de Alemania